# Amastus flavicauda
Amastus flavicauda là một loài bướm đêm thuộc phân họ Arctiinae, họ Erebidae.